# Der Weltensammler

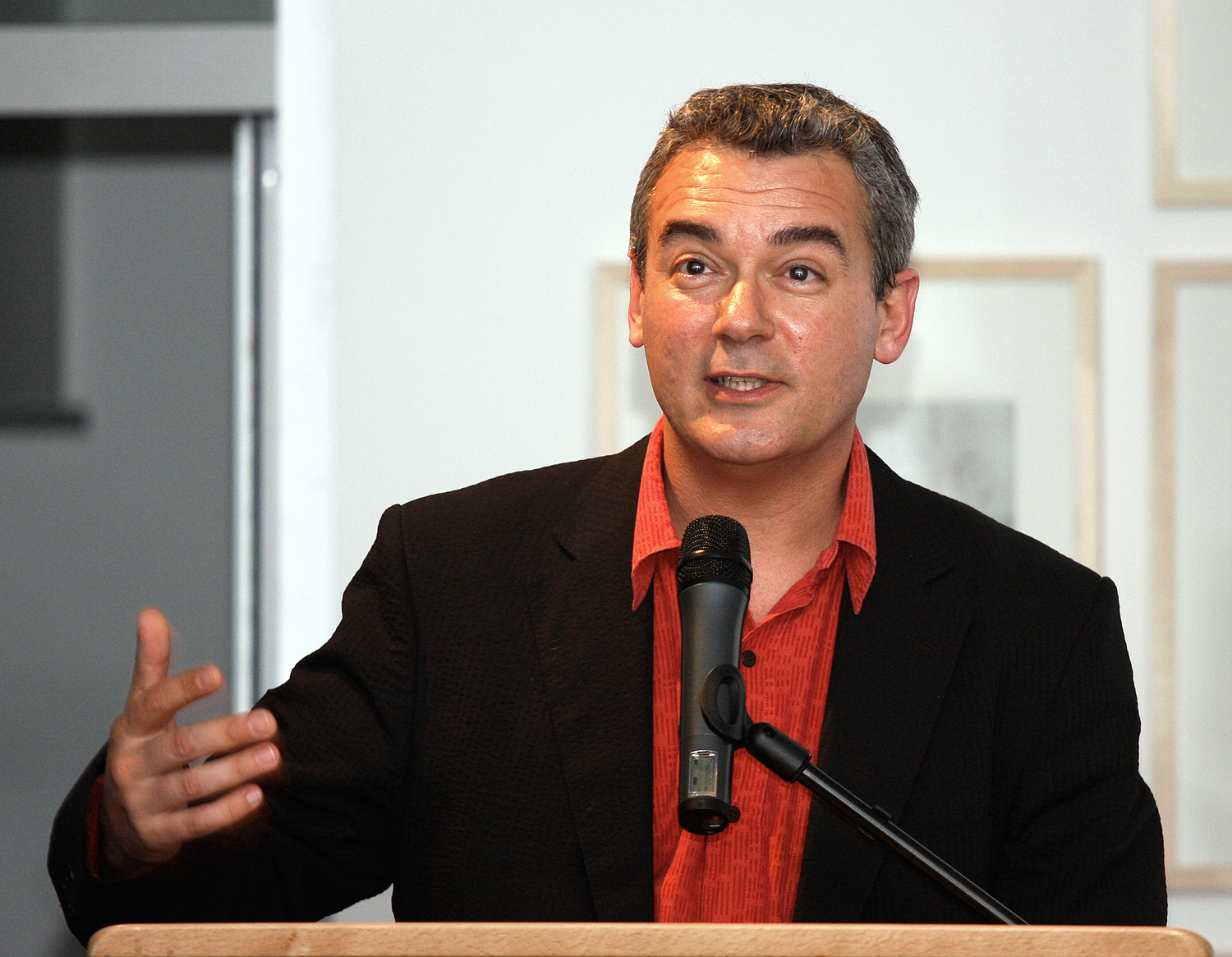
Ilija Trojanow, 2009

Der Weltensammler ist der zweite im Druck erschienene Roman des in Bulgarien geborenen, in Kenia, Südafrika, Deutschland, Indien und Österreich beheimateten Autors Ilija Trojanow, der 2006 veröffentlicht wurde. Das Buch wurde 2006 mit dem Preis der Leipziger Buchmesse (Kategorie: Belletristik) ausgezeichnet und war Finalist beim Deutschen Buchpreis. Sein Roman fügte sich in seine bestehenden Werke seit Die Welt ist groß und Rettung lauert überall (1996) ein, indem er indirekt die Frage nach der transkulturellen Identität im Zuge der Diskussion um die Leitkultur thematisierte und auch dementsprechend rezipiert wurde.

## Handlung

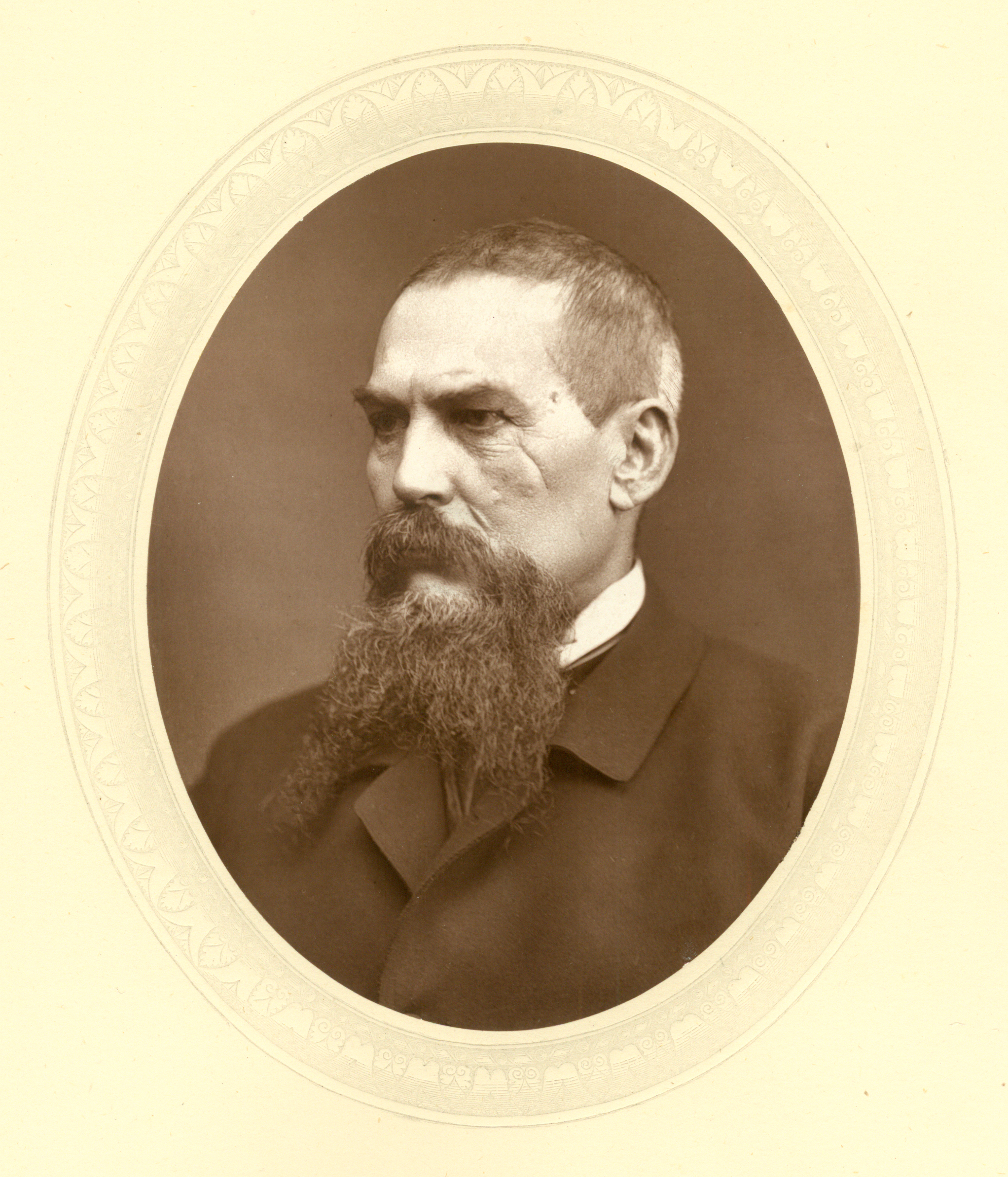
Richard Francis Burton, vor 1876

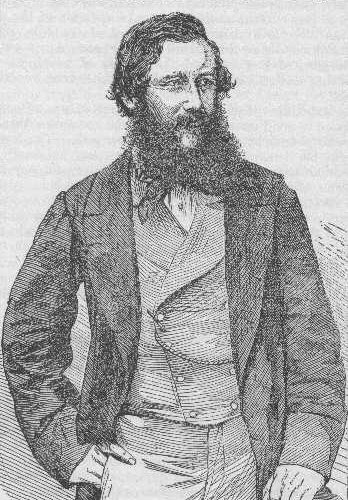
John Hanning Speke, Lithografie, 1890

Der Roman zeichnet wesentliche Stationen der Biographie von Richard Francis Burton (1821–1890) nach, der zunächst als Beamter der East India Company gedient hatte, um später als einer der ersten Europäer in der Maske eines indischen Muslims die Pilgerfahrt nach Mekka zu unternehmen. Die dritte große Station seines Lebens war eine große Entdeckungsreise nach Zentralafrika auf der Suche nach den Quellen des Nils.
Die Handlung beschränkt sich auf drei Stationen seines Lebens über einen Zeitraum von sechzehn Jahren hinweg in Indien (Karriere und Liebe), Arabien (Glaubensgewissheit durch die Hadj Bart) und Ostafrika (Entdeckerruhm und Leibrente), mit denen sich also jeweils besondere Hoffnungen und Erwartungen verbinden.
Im ersten Teil fährt Burton im Alter von 21 Jahren nach Indien, um dort ein Leben zu führen, wie es sonst kaum einer der anderen Europäer sich vorstellen kann. Er lernt die Landessprache, die Sitten und Gebräuche, und versucht vor allen Dingen deren Einwohner zu verstehen. Dafür lebt er manchmal wochenlang als einer von ihnen inmitten der indischen Bevölkerung. Richard Francis Burton nimmt sich einen einheimischen Lehrer, lernt Hindi, Gujarati, Farsi und später auch Arabisch. Bei dem Brahmanen Upanitsche erlernt er Sanskrit und kommt dadurch mit dem Kamasutra in Berührung, das er später ins Englische übersetzen wird. Schließlich kommt er auch näher mit dem Islam in Berührung, was gewissermaßen die Überleitung zum zweiten Teil des Buches schafft. Um eine Pilgerfahrt nach Medina und Mekka unternehmen zu können, schifft er sich verkleidet und inkognito als indischer Moslem 1853/1854 nach Kairo ein, wo er allgemein akzeptiert wird und dank seines schauspielerischen Talentes sich bald auch als Arzt niederlässt. Burton geht gleichsam in seiner neuen Heimat auf, um begeistert und erfolgreich die Pilgerreise vollenden zu können. Am Ende steht die Frage im Raum, ob er nicht auch innerlich zum Islam konvertiert ist. Der dritte Teil des Werks schildert Burtons Lebensabschnitt als Forschungsreisender an der Seite des ursprünglich mit ihm befreundeten John Hanning Speke auf der Suche nach den Quellen des Nils, beide gleichermaßen getrieben von der Wissbegierde des Forschungsreisenden. So entdecken sie als erste Europäer am 13. Februar 1858 den Tanganjikasee, den Burton für die Quellen des Nils hielt.
Burtons Hoffnungen und Erwartungen zerbrechen am Ende trotz oder wegen seiner glänzenden Anlagen notwendigerweise, und gleichermaßen entfremdet er sich den Menschen, wie z. B. seiner indischen Geliebten Kundalini, von Speke oder seiner eigenen Frau Isabel, immer mehr. Dadurch wird der historische Brite zu einer paradigmatischen, d. h. eminent literarischen Figur. Freilich stellt die Wahl dieser faszinierenden Persönlichkeit einen Glücksfall dar, weil der Autor nur nebensächliche verbürgte Tatsachen zu beugen brauchte, um sein Ziel zu erreichen: Burton muss letztlich stets an sich selbst scheitern und mit ihm die abendländische Gesinnung, die er vertritt.
Das verdeutlicht auch der Rahmen, der weniger das Sterben als vielmehr die Folgen seines Todes in Triest skizziert: Seine Notizen gehen in Flammen auf, und ein Bischof ernennt ihn der Bequemlichkeit wegen zum Katholiken ehrenhalber. Zuletzt fällt der Blick auf seine persische Kalligraphie: Auch dies wird vergehen.
Der Roman beschränkt sich nicht nur auf eine Erzählperspektive, da im Wechsel auch Burtons Diener oder andere Zeitzeugen wie sein Reisebegleiter zu Wort kommen.

## Erzählverfahren und Gattungszuordnung

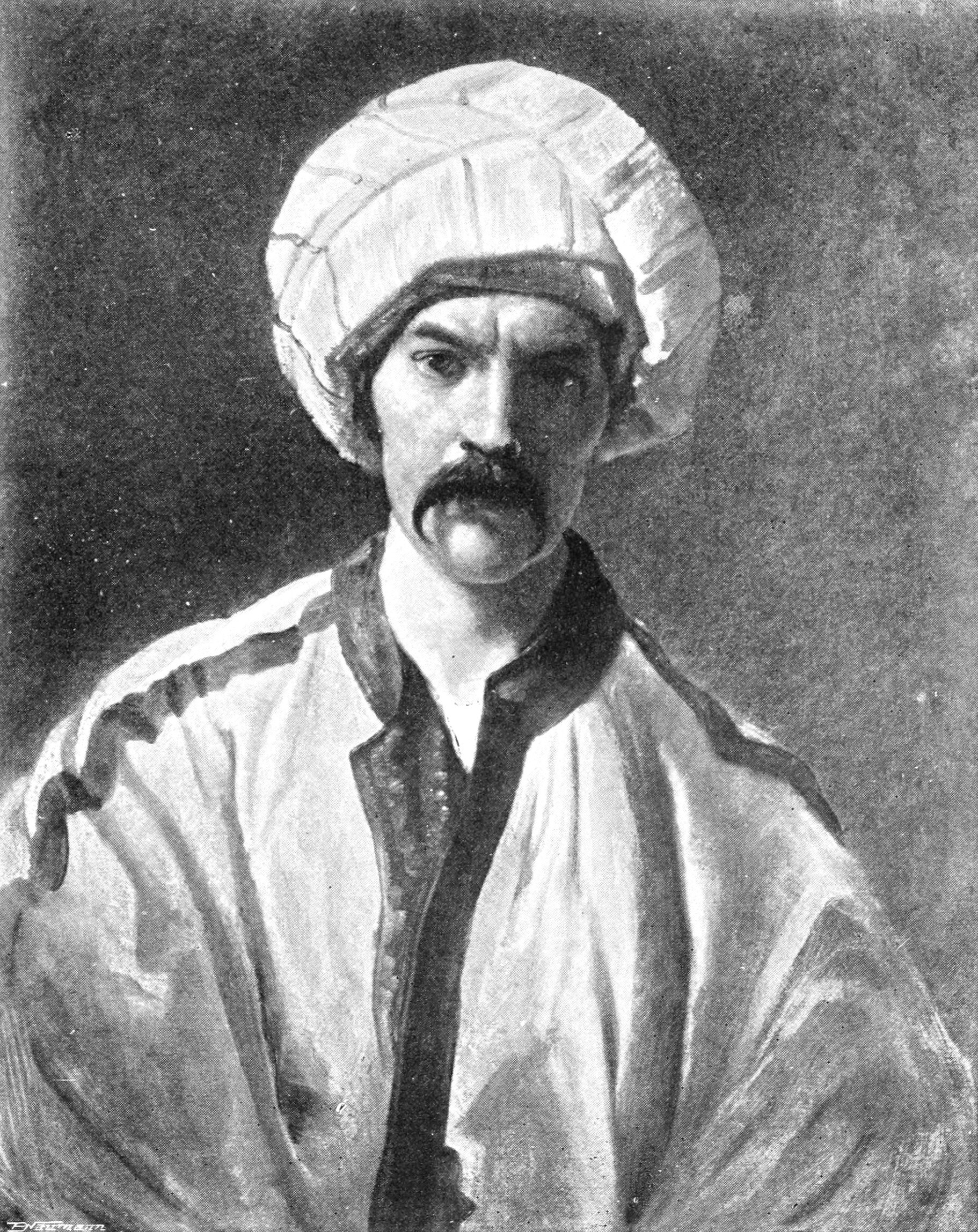
Richard Francis Burton in arabischer Tracht

Erzähltechnisch wechseln Abschnitte mit Burtons Reflexionen bzw. Dokumenten, mit den Berichten anderer Personen über ihn in ihrer ganz eigenen Sichtweise. In Indien geschieht dies in hierarchisch perspektivischer Brechung (Diener, Lahiya), in Arabien aufgefächert beiordnend (die Zeugen und Offiziellen aus Mekka im Verlauf des Verhörs), in Afrika wird verengt auf die nur scheinbar naive Erzählung des Führers. Von Indien zu Afrika fällt die Kenntnis anderer über Burton zwar ab, gleichzeitig steigt die Offenheit der Berichtenden aber an. Solche (hier an nur einer Linie beispielhaft) aufgezeigte Gegenläufigkeit kann als Strukturprinzip gelten, die mitunter in Paradoxien gipfelt: Der indische Schreiber stößt durch seine Einbildungskraft zur Wahrheit vor, und der afrikanische Führer erfasst das Wesen des Engländers noch am besten, obwohl er niemals zu seinem Vertrauten wurde und ihn gar nicht verstehen will.

Insgesamt erzeugt sich dadurch eine subtile Spannung, indes liegt kein psychologischer Roman vor, weil der Leser selbst auf seine analytischen Fähigkeiten verwiesen wird, erst recht kein Abenteuerroman, denn äußere Handlung tritt zurück, wie sogar besonders spannende verbürgte Ereignisse unterdrückt werden. Aber auch kein historischer Roman, dazu müssen Fakten zu sehr dem Kunstwillen weichen. Vor allem missbraucht der Autor nie seine Figur als Sprachrohr, zudem erzählt die echte Gattung auktorial, nicht personal. Am besten ordnet man das Werk als große Parabel über das Scheitern wahnhaft selbstbestimmter Lebensentwürfe ein.

## Hintergrund
Der Autor selbst beschreibt seine erste Berührung mit der Biografie Richard Francis Burtons an seinem 10. Geburtstag, die ihn zu diesem Werk motivierte: „Ich sitze an einem Wasserloch im Tsavo-Nationalpark in Kenia und blättere durch einen illustrierten Band über die berühmten Entdecker Afrikas, den mir meine Eltern geschenkt haben. In dem prachtvollen Buch tauchen sie alle auf, die europäischen Heroen, die aufbrachen, das Unbekannte vom Angesicht der Erde zu tilgen, von Vasko da Gama bis Henry Morton Stanley. Keine der Illustrationen fasziniert mich mehr, als die nachkolorierte Gravur eines arabisch gekleideten Mannes mit wilden Gesichtszügen und strengen Augen. Wie merkwürdig: laut Bildunterschrift war dieser Mann (..) weder Sklavenhändler noch Sultan, sondern ein Brite. Als erster Europäer sei er in das Innere Ostafrikas vorgedrungen, auf der Suche nach den Quellen des Nils, und als einziger unter all den Entdeckern in meinem Buch sieht er aus wie ein Einheimischer. Das Abenteuer der Verkleidung erregt und verstört mich mehr als das Wagnis der Reise. Ich merke mir den Namen dieses seltsamen Mannes: Richard Francis Burton. Gut zwanzig Jahre später ziehe ich nach Bombay, Indien, weil ich beschlossen habe, einen Roman über Burton zu schreiben, oder vielmehr über die (Un)Möglichkeit, sich in die Fremde hineinzuleben“.
Für die Recherche beschloss der Verfasser längere Zeit in Bombay und Baroda zu leben, um sich mit den dortigen Sitten und Gebräuchen wie einst Burton vertraut zu machen. Auch durchquerte er mit möglichst wenig Gepäck zu Fuß Tansania, um die „Langsamkeit des damaligen Reisens nachzuempfinden“ zu können. Auf die Hadj, die Pilgerreise der Moslems nach Mekka und Medina, bereitete er sich ein Jahr in Bombay vor, indem er zunächst junge, islamische Rechtsgelehrte in Englisch unterrichtete, die ihn dann im Gegenzug den Koran lehrten. Zusammen mit einer indischen Pilgergruppe unternahm er die Reise im Januar 2003.

## Kritik
In der Begründung der Jury, der Martin Lüdke (Südwestrundfunk) Franziska Augstein (Süddeutsche Zeitung), Richard Kämmerlings (Frankfurter Allgemeine Zeitung), Andrea Köhler (Neue Zürcher Zeitung), Sigrid Löffler (Literaturen), Norbert Miller (Technische Universität Berlin), Klaus Reichelt (Mitteldeutscher Rundfunk) und andere Fachleute und Literaturkritiker angehörten, zum Preis der Leipziger Buchmesse beschrieb man das Fazit des Werks folgendermaßen: „Ilija Trojanows Roman über den britischen Spion, Diplomaten und Entdeckungsreisenden Richard Francis Burton ist eine ebenso spannende wie tiefgründige Annäherung an eine der schillerndsten Gestalten des neunzehnten Jahrhunderts. Mit orientalisch-sinnlicher Fabulierlust und großer Anschaulichkeit erzählt der Roman vom Reiz und vom Abenteuer des Fremden und spiegelt so in einer faszinierenden historischen Gestalt die drängenden Fragen unserer Gegenwart“.
Trojanows Weltensammler, der u. a. in Druckfrisch medienwirksam vorgestellt wurde, attestierten die Kritiker, nach langer Zeit wieder ein großer Roman deutscher Sprache zu sein, denn er zeige sich bis in alle Einzelheiten durchstrukturiert, was sich freilich erst wiederholt genauer Lektüre erschließe, böte eine reiche und poetische Sprache und Tiefe des Inhaltes.
Obwohl Trojanow an die ehemals große europäische Erzähltradition zumal deutscher und slawischer Autoren kongenial anschließt, lassen sich unmittelbare Vorbilder nicht finden, indes könnte man ihn als ganz anders gearteten Nachfahren Joseph Conrads fassen, wobei die Gemeinsamkeit nur darin besteht, dass beide Literaten nicht in ihrer angestammten Sprache schreiben, aber ihre muttersprachlichen Zeitgenossen das Fürchten lehren, gerne ferne Schauplätze (freilich in anderer Absicht) wählen und von der Einsamkeit des Einzelnen sprechen.
Katharina Granzin sah es in der taz differenzierter: „Was Trojanow interessiert, ist das Leben und die Identitätssuche zwischen den Kulturen; und das Leben des Richard Burton bietet eine hervorragende Folie, um dieses Thema in Variationen durchzuspielen. Auch Trojanows übriges Werk - meist literarische Reportagen sowie ein weiterer Roman - umkreist auf verschiedenen Bahnen immer wieder dieses weite Feld. (...) Eine enttäuschende Antiklimax: Nach jenem furiosen ersten Teil, der seine Hauptfigur so nachdrücklich hinterfragt hat, scheint es am Schluss, als habe Trojanow vergessen, dass er mit Burton noch eine Rechnung offen haben könnte. Was als Ideenroman begann, endet in der Dschungelreportage. Aber wunderschön erzählt ist es allemal. (...) Eine wirkliche Innenschau der Figur ist nicht möglich, wenn man ihr ihr Geheimnis lassen möchte. Trojanows Weltensammler erinnert an Hari Kunzrus Roman Die Wandlungen des Pran Nath.“
„Man könnte das Buch als Abenteuerroman lesen, aber es ist auch deutlich mehr. In vielen Bildern und Eindrücken lernt man Indien kennen, Gerüche steigen auf, Beschwernisse der Reise werden spürbar, sinnlich lässt Trojanow den Leser teilnehmen. Und man erhält einen Eindruck der verschiedenen Kulturen und Religionen, gespickt mit Kritik und Skepsis den Europäern gegenüber, die meist – anders als Burton – nicht so genau hinsehen und deshalb nicht verstehen. Erweitert wird der Roman durch die Änderung der Erzählperspektive. In jedem Teil kommen im Wechsel der Kapitel sein Diener, ein Reisebegleiter oder andere Zeugen zu Wort, die den Blickwinkel Burtons ergänzen oder völlig neue Aspekte einführen. Die ungeheure Energie und Antrieb Burtons lassen staunen, seine teilweise Exzentrik und abweichendes Verhalten beleben das Lesen. Und das macht zu einem guten Teil den Reiz des Buches aus, neben dem Eintauchen in fremde Welten und den differenzierten Ansichten sowohl der Handlung, als auch bei der Betrachtung der Kulturen“.
Die literaturwissenschaftliche Kritik bescheinigte dem Werk als Biografie zwar wie alle globalen oder transkulturellen Lebensläufe eine „große Strahlkraft“, was sich allein schon am Verkaufserfolg ablesen lasse, gab aber auch zu bedenken, dass bei allem Exotismus und der Faszination für scheinbar unbekannte Phänomene es fraglich sei, „inwiefern eine solche Haltung tatsächlich zur Herausbildung einer interkulturellen Identität beiträgt“.

## Rezeption und Interpretation
Der Weltensammler regte nicht nur die Literaturwissenschaftler zu Untersuchungen an, sondern auch Sprachwissenschaftler und Soziologen. So stellte Michaela Haberkorn ein Zitat Trojanows direkt an den Anfang ihres vergleichenden Aufsatzes zur Migrationsdiskussion „Treibeis“ und „Weltensammler“. Konzepte nomadischer Identität in den Romanen von Libuše Moníková und Ilija Trojanov: „Wir sind alle Gäste. Wir sind alle Wanderer. Seien sie einer von uns“. Denn in der interkulturellen bzw. transkulturellen Literatur ergeben sich Zwischenwelten und Übergangsmomente im Spannungsfeld kultureller Ambivalenzen und der wechselseitigen Interpretation der Realität. Literarische Texte sind deswegen von Interesse, weil in ihnen „die sprachliche bzw. kulturelle Hybridisierung, das Wechselspiel von Stereotypisierungsprozessen und Widerstand sowie die Dekonstruktion kultureller Zuordnungen stattfinden“. Da Trojanov öffentlich zu aktuellen sozialen und politischen Entwicklungen bzw. Fragen zur Leitkultur oder normierten Kulturstandards Stellung nimmt, muss seine Forderung nach einem neuen Denken über die Gesellschaft besonders berücksichtigt werden.
Dementsprechend formulierte es Trojanow selbst schon vor dem Erscheinen dieses Buches: „Die nomadische Reise durch eine sich ewig wandelnde Definition der eigenen Identität steht im eklatanten Widerspruch zu der Forderung nach Assimilierung, durch die der Nationalstaat seinen vorgeblich einheitlichen Körper vor fremden Einflüssen zu schützen sucht. Vergeblich, denn während die Literatur der selbstbestimmten Wurzeln gedeiht, liegt der Nationalstaat im Sterben, zumindest als ideologisches Muster. In allen gesellschaftlichen Sphären kehrt Pluralität ein, das Internet ist als Organisationsform zukunftsträchtiger als der Nationalstaat. (...) Mit dem Nationalstaat löst sich auch das Denken in binären oppositionellen Mustern auf“.
In die Debatte um die national orientierten Konzepte der Identität sollte nach Trojanows Auffassung, die von etlichen Soziologen und Sprachwissenschaftlern geteilt wird, gerade der Nationalitätsbegriff hinterfragt werden, da dies sich in den modernen Gesellschaften im Wandel befindet. Künstliche Kategorien wie Muttersprache, Heimatland oder gar Herkunftskultur beeinflussen es immer weniger.
Trojanow selbst sieht es aus eigener Erfahrung konkret vor sich:
„Eines der großen Mißverständnisse in der an Vorurteilen reichen Debatte um Identität und Integration, um Herkunft und Heimat, ist die Annahme, die Vergangenheit präge das Zugehörigkeitsgefühl eines Menschen. Natürlich ist es wichtig zu wissen, woher man kommt, ebenso entscheidend ist aber die Frage, wohin man gehen will. Jedem Ausgereisten, jedem Flüchtling oder Exilanten zwingt sich diese Frage irgendwann einmal auf, und der Literat [!] lebt in ihr, solange er schöpferisch tätig ist“.
Somit stellt sich die Frage „nach dem gewählten oder zugeschriebenen Charakter von Identität“ und deren wandelbarem Charakter. In der Literatur selbst finden sich diverse Beispiele, in denen die veränderliche Identitätsbildung in den postmodernen Gesellschaften thematisiert wird. Bei der derartigen Patchwork-Identitäten findet keine stabile Selbstzuschreibung von Identitätsmerkmalen statt, sondern der „Herstellungsprozess“ einer Identität steht im Mittelpunkt des Interesses.
Dabei formt sich das Sprachempfinden als erstes um: „Der Koreaner oder Brasilianer wird vielleicht gar nicht merken, dass »Der Weltensammler« ursprünglich auf Deutsch verfasst wurde.“
Trojanows vorangegangene literarische Arbeiten passen dementsprechend ebenso in das Muster wie sich auch die Gerüchte über seine angebliche Konversion zum Islam mit der Biografie Burtons decken. Später charakterisiert er eine „Literatur der sprachlichen und kulturellen Symbiosen in deutscher Sprache“ die eine eigene Ästhetik und Gewinn der Erzählperspektive aus ihrer „Position der Fremdheit“ erschaffen könnten. In späteren Arbeiten beschrieb Trojanow mit Hilfe der Metapher von Indras Netz die globalisierte Gesellschaft. Dabei sieht er das Zusammenfließen unterschiedlicher Kulturen als Grundlage jedes Zivilisationsfortschritts. „In seinen literarischen Texten gestaltet Trojanow diese Sphären des Zusammenfließen und Vermischens aus der Sicht der sie durchwandernden und durchlebenden Individuen“.
In Der Weltensammler dient Burtons Figur letztendlich der Veranschaulichung, dass der Kulturkontakt eine innere wie äußere Wandlung des Protagonisten bewirkt: „Die Situation zwischen den Kolonisierenden und Kolonisierten ist geprägt von Machtungleichheit sowie Pauschalisierungen und Zuschreibungen, die ein differenzierendes Kulturverständnis auf beiden Seiten verhindern. So beschreitet Burton bei der Annäherung an Indien, seine Menschen und Kulturen zwei Wege, einerseits den der Verstellung, Maskerade und Mimikry, andererseits den des Lernens und der spirituellen Erneuerung“. In der Person des Faktotums Sidi Mubarak Bombay, aus dessen Perspektive der dritte Teil des Buches erzählt wird, erkennt man zwar gleichermaßen kulturelle Parallelen der wechselnden Identitäten zu Burton, im Unterschied zu diesen hat er jedoch seinen Wechsel der Identität verinnerlicht und nicht als Überlebensstrategie oder Maske kultiviert. In der Person des sprachlich limitierten Speke, der sich den Afrikanern gegenüber nur auf Englisch mitteilen kann, findet sich außerdem noch ein Antipode zu Burton, der dank seiner Hindi-, Arabisch- und später auch Kisuaheli-Kenntnisse weitaus besser seiner fremden Umgebung mitteilen kann.
Denn was Trojanow am meisten faszinierte, war „Burtons Bemühen, in die Fremde einzudringen, kulturelle Unterschiede zu erkennen, zu begreifen, zu benennen und sie – sei es durch Maskerade, sei es durch Verwandlung – zu überwinden. Sein Motto lautete: Omne Solum Forte Patria: Dem Starken ist jeder Ort Heimat. Heute, zu Beginn des 21. Jahrhunderts, stellen sich Fragen nach unserer kulturellen Identität zunehmend dringlicher. Eine wachsende Zahl von Menschen leben in jenen Zwitterwelten und profitieren von jenen Zusammenflüssen, denen Burton sich aussetzte. Besonders zeitgemäß ist auch Burtons Interesse am Islam und der arabischen Welt. Burton kannte den Nahen Osten so gut wie kaum ein anderer Europäer, er beherrschte das klassische Arabisch ebenso wie die Alltagssprachen. Die Umstände seines Lebens, seine langjährige Auseinandersetzung und Freundschaft mit Arabern und anderen Moslems, und seine Kenntnis ihrer Denkweisen, inklusive lokaler Differenzen, ermöglichten ihm einen Einblick, der zwar nicht immer frei von viktorianischen Vorurteilen, aber stets kenntnisreich und erfrischend originell war“.
Auch im englischsprachigen Raum wurden der Autor und sein Roman interessiert aufgenommen, drehte sich dort aber primär um den biografischen Bezug, der englischen und deutschen Rezeption auch in der bekannten Adaption durch Karl May sowie der ewigen Frage nach der Vortäuschung der Pilgerreise.
Trojanows Schilderung des religiösen Einfühlens Burtons fand darüber hinaus auch ausführliche und zitatreiche Berücksichtigung von Religionspädagogen.

## Bearbeitungen
Die Bühnenfassung von Der Weltensammler, bearbeitet von Johannes Ender, wurde am 21. August 2016 am Staatsschauspiel Dresden im Schlosstheater unter der Regie von Ender uraufgeführt. Darsteller waren Jasper Diedrichsen, Katharina Lütten und Christian Clauß.

## Ausgaben
- Ilija Trojanow: Der Weltensammler. Carl Hanser Verlag, München 2006, ISBN 3-446-20652-3. (gebunden, 477 Seiten)
- Ilija Trojanow: Der Weltensammler. dtv, München 2007, ISBN 978-3-423-13581-8.
- Ilija Trojanow: Der Weltensammler. Gesprochen von Frank Arnold. Audiobuch Verlag, Freiburg 2006, ISBN 978-3-89964-204-9. (7 CD, 496 Minuten)[50]
- Ilija Trojanow: Nomade auf vier Kontinenten. Frankfurt 2007. (In diesem Werk beschreibt Trojanow seine eigenen Reisen auf den Spuren des „Weltensammlers“ Richard Burton.)[51]